# صندوق بیمه کشاورزی
صندوق بیمه کشاورزی یک شرکت دولتی زیرمجموعهٔ بانک کشاورزی
است که وظیفه آن، حمایت از کشاورزان و دامدارانی است که محصولاتشان بر اثر حوادث طبیعی خسارت دیده‌است.

## پیشینه
در سال ۱۳۶۲، قانون بیمه محصولات کشاورزی در مجلس دوم تصویب شد. سپس در سال ۱۳۶۳، اساسنامه صندوق به تصویب مجلس رسید. بدین ترتیب، صندوق بیمه محصولات کشاورزی زیرمجموعه بانک کشاورزی و به‌منظور بیمه انواع محصولات کشاورزی، دام، طیور، زنبور عسل، کرم ابریشم و آبزیان پرورشی در مقابل خسارت‌های ناشی از سوانح طبیعی و حوادث قهری نظیر تگرگ، طوفان، خشکسالی، زلزله، سیل، سرمازدگی، یخبندان، آتش‌سوزی، صاعقه، آفات، بیماری‌های نباتی عمومی و قرنطینه‌ای و بیماری‌های واگیر حیوانی عمومی و قرنطینه‌ای تشکیل شد.
در سال ۱۳۸۷، با تصویب «قانون اصلاح قانون بیمه محصولات کشاورزی» در مجلس، صندوق بیمه محصولات کشاورزی به «صندوق بیمه کشاورزی» تغییر نام یافت و علاوه بر محصولات کشاورزی، بیمه سایر عوامل مؤثر در تولید بخش کشاورزی (مانند درختان، تأسیسات، قنوات، چاه‌های آب، ماشین‌آلات، ابزار و ادوات کشاورزی) در قبال حوادث بیمه‌پذیر به مأموریت‌های صندوق افزوده شد و همچنین بادهای گرم موسمی به حوادث تحت پوشش اضافه گردید.